# Karl Polanyi

Károly Polányi eller Karl Polanyi, född 25 oktober 1886 i Wien, död 23 april 1964 i Pickering i Kanada, var en judisk ungersk-amerikansk nationalekonom, historiker och antropolog, bror till Michael Polanyi och farbror till John Polanyi. Han var professor i nationalekonomi vid Columbia University 1947–1953.
Efter att ha arbetat som advokat och tjänstgjort som officer i kavalleriet i första världskriget, var Polanyi med om att bilda ett vänstersinnat politiskt parti. I samband med turbulensen i första världskrigets kölvatten tvingades Polányi därför att fly från Ungern till Wien, varifrån han tog sig vidare till USA. 1944 utkom hans mest kända verk The Great Transformation (sv. övers. Den stora omdaningen, Arkiv förlag tredje svenska upplagan 2012), om den på marknadsekonomi baserade samhällsorganisation som växte fram under 1800-talet. Han skrev även andra böcker, som bland annat handlade om primitiva och antika ekonomier och böcker om slavhandeln.

## OmDen stora omdaningen
I sin klassiker Den stora omdaningen har han beskrivit marknadssystemets framväxt i Europa mellan cirka 1770 och fram till 1940-talet. I boken beskriver han utvecklingen av den sociala och politiska strukturen i vilken ekonomin är "inbäddad". Han menar att frikopplade och fria marknader inte uppstått av sig själv, och inte agerar självreglerande, utan har skapats och måste stödjas av omfattande lagar och politiska arrangemang. Han såg ett spänningsförhållande mellan marknadens okontrollerade expansion och behovet att återreglera marknaden på grund av dess tendens mot social anarki. När förhållandena på marknaden blev alltför kaotiska måste staten ingripa i samhällets intresse. Detta är hans idé och "dubbelrörelse" (double movement). 
Den analys som Polanyi gjorde i Den stora omdaningen har utgjort en inspiration till åtskilliga teoribyggen och forskningsfält så som världssystemteorierna, fredsforskning, moderniseringskritik, välfärdsforskning och ett flertal akademiska debatter.
Polanyi menade alltså att marknadsekonomin inte är evig eller naturlig, utan en konstruktion som har skapats av människor, och att den har haft stor påverkan på våra samhällen och våra liv.